# ワンダラーズSC
ワンダラーズ・スペシャルクラブ（英語: Wanderers Special Club、ワンダラーズSCと省略されることが多い）は、かつてニュージーランド・オークランドに存在していたサッカークラブである。
U-20サッカーニュージーランド代表の強化を目的に20歳以下の選手のみで構成されたクラブである。ニュージーランドフットボール・ハイパフォーマンス・ディレクターのフレッド・デ・ジョングは「ニュージーランドの若手トップ選手がASBプレミアシップで出場機会を得て長く在籍することで国外へ行くよりも高い費用対効果を得ることが目的の一つだ。」と述べている。
このクラブはASBユースリーグ所属17歳以下チームで2013年OFC U-17選手権ニュージーランド代表にも複数の所属選手が招集されていた「ノーザンベース(Northern-Based)」の延長線上と考えられていた。
そしてヤングハート・マナワツと入れ替わるかたちでASBプレミアシップ2013–14に参戦した。
しかし、次のシーズンである2014-15シーズン終了後ASBプレミアシップから脱退した。